# 山野靖博
山野 靖博（やまの やすひろ、1989年7月12日 - ）は、日本の声楽家・俳優・モデル・ライターである。声種はバス。山梨県甲府市出身。
2013年から2019年1月までプレステージに所属し、2019年1月よりヴォイスオブジャパンに所属。東京藝術大学卒業。身長184cm。靴のサイズ26.0cm。特技はアコースティックギター・歌・料理。好きな食べ物はチョコレート。愛称は「ぷりっつさん」

## 人物・来歴
中学まではサッカー・バスケットボールと、長身を活かしスポーツに取り組むが、幼少時から歌うことが好きで小学4年生より趣味としてギターを始めフォークソングに傾倒する。山梨県立甲府西高等学校入学後は心機一転して吹奏楽部に所属し、クラシック音楽の面白さに触れる。「ピアノも習ったことない僕でもクラシックは楽しめるのか」という驚きを経験し、それをきっかけに声楽家を志す。東京藝術大学音楽学部声楽科バス専攻に入学し、同大学を卒業。大学在学中よりバスという特異な声種を生かしオペラなどで活動。「愛の妙薬」ドゥルカマーラ、「コジ・ファン・トゥッテ」ドン・アルフォンソ、「仮面舞踏会」トム、「こうもり」フランク、＜世界初演＞「MABOROSI〜オペラ源氏物語〜」大僧正などで全幕出演の他、「フィガロの結婚」フィガロ、「ドン・パスクワーレ」表題役、「夢遊病の娘」ロドルフォ、「シモン・ボッカネグラ」フィエスコ、などのレパートリーを持つ。他にもスタンダードジャズ、ミュージカルナンバー、日本歌謡などジャンル問わず幅広いレパートリーを持つ。また、コンサート企画運営やワークショップ、保育園や小学校、中学校などの歌唱指導でも精力的に活動をしている。
2015年5月から2017年12月まで河口湖オルゴールの森にて自動演奏楽器とオペラ歌手のコラボレーションコンサートにレギュラー出演。
2016年1月20日に日本シャンソン協会主催「次世代シャンソン歌手発掘コンテスト」にて優秀新人賞受賞。
これまでに声楽を高橋康人、直野資、佐野正ーらに師事。
特技・趣味はアコースティックギター・歌・料理。

## 出演

### 舞台
- 山梨県立城西高等学校芸術鑑賞会特別プログラムオペラ『愛の妙薬』（2012年11月30日、山梨県立甲府城西高等学校） - 製作 / 出演：ドゥルカマーラ　役
- 『MABOROSI〜オペラ源氏物語〜（初演）』（2014年3月22日・23日、コラニー文化ホール） - 大僧大臣 役
- Resonance of triads『J』（2015年9月29日 - 10月4日、八幡山ワーサルシアター）
- ミュージカル『JERSEY BOYS』（2016年7月1日 - 31日、シアタークリエ）
- 劇団熱血天使第13回本公演 熱天幕末維新『天地に咲く 維新篇』（2016年9月16日 - 21日、川崎市アートセンターアルテリオ小劇場） - 大久保利通 役
- ミュージカル『シンデレラ〜ねずみたちのプリンセス〜』（2017年2月25日・26日、コラニー文化ホール） - 魔法使い 役
- ミュージカル『Beautiful The Carole King Musical』[2]（2017年7月26日 - 8月26日、帝国劇場） - ライチャス・ブラザーズ ： ビル・メドレー 役 / ルー・アドラー 役、他
- もんもちながら6.0『天守物語』（2017年10月12日 - 15日、上野ストアハウス） - 朱の盤坊 役
- シアタークリエ10周年記念公演『TENTH』（2018年1月4日 - 11日、シアタークリエ）
- ミュージカル『JERSEY BOYS』[3]（再演）（2018年9月 - 11月、シアタークリエ 他）
- ミュージカル『ナターシャ・ピエール・アンド・ザ・グレート・コメット・オブ・1812』（2019年1月5日 - 27日、東京芸術劇場プレイハウス）
- 舞台『銀河鉄道999さよならメーテル〜僕の永遠』（2019年4月20日 - 5月12日、明治座、梅田芸術劇場メインホール）
- 舞台『お月様へようこそ』（2019年7月16日 - 7月21日、blackA）
- 生演奏創作音楽劇『ヤマガヒ～とうとう～』（2019年12月21日 - 22日、山梨県立県民文化ホール）
- 豪華絢爛祝祭音楽劇『天保十二年のシェイクスピア』（2020年2月8日 - 29日、3月5日 - 10日、日生劇場、梅田芸術劇場メインホール）
- 四月は君の嘘（2022年5月7日 - 7月3日、東京：日生劇場 他）
- ミュージカル『TARRYTOWN』（2023年11月18日 - 21日、black A）[4]
- ミュージカル『スウィーニー・トッド フリート街の悪魔の理髪師』（2024年3月9月 - 30日、東京建物 Brillia HALL）[5]
- フライングシアター自由劇場『ガード下のオイディプス』（2024年10月18日 - 27日、すみだパークシアター倉）[6]
- 天保十二年のシェイクスピア（2024年12月9日 - 29日、日生劇場 / 2025年1月5日 - 7日、梅田芸術劇場 / 2025年1月11日 - 13日、博多座 / 2025年1月18日・19日、オーバード・ホール / 2025年1月25日・26日、愛知県芸術劇場）[7]
- オフ・ブロードウェイミュージカル『TARRYTOWN』（2025年3月8日・9日、YCC県民文化ホール 小ホール / 3月15日 - 30日、浅草九劇） - ブロム 役[8]
- ミュージカル『ジャージー・ボーイズ』（2025年8月10日 - 9月30日〈予定〉、シアタークリエ） - ニック・マッシ / ドニー 役[9]

### コンサート
- Cloud Of Arts製作『ちょっと特別な時間 vol.1』（2012年10月27日、甲府市総合市民会館 芸術ホール）
- Cloud Of Arts製作『ちょっと特別な時間 vol.2』（2013年2月3日、甲府市総合市民会館 芸術ホール）
- 『第27回　オペラ大好き』（2013年4月29日、高輪区民センター）
- 『山野靖博バスリサイタルvol.1〜イタリア古典歌曲の夕べ〜』（2013年9月1日、山梨県立図書館）
- 『オペラ遊び語り』（2013年10月27日、アスピアホール）
- 第4回まちなかの文化芸術イベント『シティ☆コンサート～Xmasオペラコンサート～』（2013年12月14日、甲府市役所）
- 『第28回　オペラ大好き』（2014年2月15日、高輪区民センター）
- 『山梨県出身の若手演奏家によりコンサート』（2014年3月29日、甲府市総合市民会館）
- カーリ・アミーチ　Via dell'Opera 2014『歌劇ランメルモールのルチア』ハイライト～侍女アリーサが語るルチアの悲劇～』（2014年8月30日、八王子市芸術文化会館 いちょうホール） - 制作補佐兼舞台監督・演出
- 『音楽超詰 Music Sausage vol.1』（2014年10月17日、コラニー文化ホール public）
- 『東北支援コンサート』（2014年11月6日・7日、千葉幸会館/綾姫ホール/横田小学校/竹駒小学校）
- 第4回まちなかの文化芸術イベント『Xmas オペラコンサート』（2014年12月20日、甲府市役所）
- 『Yamanashi Wind Philharmonic』（2015年1月11日、コラニー文化ホール）
- 『第1回　勉強会』（2015年1月12日、山梨県立図書館）
- 『音楽超詰 Music Sausage vol.2』（2015年2月27日、コラニー文化ホール public）
- 『第2回アンサンブルの楽しみin高輪』（2015年2月20日、高輪区民センター）
- 『フェスタ県文ステージまつり』（2015年4月25日、コラニー文化ホール）
- 『山野靖博バスリサイタルvol.2』（2015年5月16日、カワイ楽器 甲府ショップ内サロン）
- 『音楽超詰 Music Sausage vol.4 MOZART』（2015年6月20日、コラニー文化ホール public）
- 『フランス音楽シリーズ Vol.1 フランスかぶれでなぜ悪い』（2015年6月21日、カワイ楽器 甲府ショップ内サロン）
- 『きいてけしコンサートvol.15 夏の第九』（2015年7月20日、山梨県立図書館）
- 『Yasuhiro Yamano Moe Takane Kofu Yamanashi Duo Concert』（2015年8月16日、カワイ楽器 甲府ショップ内サロン）
- 『第12回アンサンブルの楽しみ』（2015年8月23日、東京文化会館 小ホール）
- 『第2回　勉強会』（2015年10月）
- 第4回まちなかの文化芸術イベント『クリスマスオペラコンサート』（2015年12月19日、甲府市役所）
- 『La Festa Musicale in 富士の国』（2015年12月26日、甲府市総合市民会館）
- 『第31回　オペラ大好き』（2016年1月31日、高輪区民センター）
- 『ソロライブvol.1』（2016年2月5日、赤坂Tonalite）
- 『第65回山梨大学卒業・修了演奏会』（2016年2月18日、甲府市総合市民会館）
- 『音楽超詰 Music Sausage vol.6』（2016年3月12日、コラニー文化ホール public）
- 『フェスティバル ドゥ シャンソン 2016 プリスリーズ』（2016年3月22日、東京国際フォーラム ホールC）
- 『Je te veux ジュトゥヴ実験室 Vol.1 蔵の中』（2016年4月2日、ギャラリー・エフ浅草）
- 『第3回　勉強会』（2016年4月23日、コラニー文化ホール リハーサル室）
- 『第32回　オペラ大好き』（2016年5月1日、高輪区民センター）
- 『イル・ド・シャンソン Vol.3』（2016年5月17日、千代田区立内幸町ホール）
- 『ソロライブvol.2』（2016年5月25日、赤坂Tonalite）
- 『シャンソンの夏 Vol.4 =フレンチポップス アンコール=』（2016年8月12日・13日、千代田区立内幸町ホール）
- 『2016年プリスリーズ新人賞受賞歌手5名によるシャンソン・コンサート』（2016年8月27日、日本シャンソン館）
- 『第13回アンサンブルの楽しみ』（2016年8月30日、東京文化会館 小ホール）
- 『渡辺智美・古屋倫之・山野靖博 ジョイントコンサート』（2016年9月4日、カワイ楽器 甲府ショップ内サロン）
- 『ソロライブvol.3』（2016年9月30日、赤坂Tonalite）
- 『ふたりのビッグショー』（2016年10月1日、コラニー文化ホール public）
- 第4回まちなかの文化芸術イベントin 藤村記念館『クリスマス・オペラ・コンサート』（2016年12月17日、藤村記念館）
- ミュージカル『シンデレラ〜ねずみたちのプリンセス〜』プレイベント（2016年12月25日、イオンモール甲府昭和店）
- 『ソロライブvol.4』（2017年1月6日、赤坂Tonalite）
- 『第33回　オペラ大好き』（2017年2月7日、高輪区民センター）
- 『第4回　勉強会』（2017年3月17日、コラニー文化ホール）
- 『東京藝術大学同声会山梨支部第一回演奏会』（2017年3月24日、コラニー文化ホール）
- 『ソロライブvol.5』（2017年4月28日、赤坂Tonalite）
- 『L'incontro casuale ガラコンサート』（2017年6月9日、かつしかシンフォニーヒルズ アイリスホール）
- 『1st Concert For Mothers ママコン』（2017年8月21日、コラニー文化ホール public）
- 『小田急マンハッタンヒルズコンサート』（2017年9月9日、小田急百貨店 本館）
- 『ソロライブvol.6』（2017年9月12日、赤坂Tonalite）
- 『山野靖博&川島茂デュオライブ』（2017年11月17日、MUSIC SALON「PIANITY」）
- 『mimiクリスマスコンサート』（2017年12月2日、ミューザ川崎シンフォニーホール）
- 第4回まちなかの文化芸術イベント『クリスマスオペラコンサート』（2017年12月16日、甲府市役所）
- 『2nd Concert For Mothers ママコン』（2017年12月17日、コラニー文化ホール public）
- 『ソロライブvol.7』（2017年12月23日、赤坂Tonalite）
- 『山梨から発信する21世紀の音楽創造〜山梨の作曲家による作品コンサートPartII〜』（2018年3月4日、キングスウェルホール）
- 『ソロライブvol.8』（2018年3月5日、赤坂Tonalite）
- 『山野靖博&川島茂デュオライブvol.2』（2018年3月15日、MUSIC SALON「PIANITY」）
- 『東京ディズニーシー20周年：タイム・トゥ・シャイン！イン・コンサート』[10]（2022年1月8日-8月13日、東京国際フォーラムホールA、他）

### スチールモデル
- カーセンサー「Car sensor in MY LIFE デザインが映した価値。欲しいのは四角いクルマと、私らしさ」（2017年）

### その他
- 富士吉田市立富士見台中学校芸術鑑賞会（2013年6月28日、富士吉田市立富士見台中学校） - 製作・出演
- 南アルプス市立櫛形中学校芸術鑑賞会（2014年6月9日、南アルプス市立櫛形中学校） - 製作・出演